# Чисельність росіян
У статті представлені основні відомості про загальну чисельність росіян, динаміку її зміни та структуру їх розселення по світу.

## Динаміка чисельності
Динаміка чисельності:
| Рік  | Чисельність в країні (РІ, СРСР) | Динаміка, % | Чисельність на території РРФСР, РФ | Динаміка, % |
| ---- | ------------------------------- | ----------- | ---------------------------------- | ----------- |
| 1646 | 7000000                         | …           |                                    |             |
| 1719 | 11000000                        | +57,00 %    |                                    |             |
| 1795 | 20000000                        | +82,00 %    |                                    |             |
| 1843 | 36000000                        | +80,00 %    |                                    |             |
| 1897 | 55667469                        | +54,63 %    |                                    |             |
| 1926 | 77791124                        | +39,74 %    | 74072096                           |             |
| 1939 | 99591520                        | +28,02 %    | 90306276                           | +21,92 %    |
| 1959 | 114113579                       | +14,58 %    | 97863579                           | +8,37 %     |
| 1970 | 129015140                       | +13,06 %    | 107747630                          | +10,10 %    |
| 1979 | 137397089                       | +6,50 %     | 113521881                          | +5,36 %     |
| 1989 | 145155489                       | +5,65 %     | 119865946                          | +5,59 %     |
| 2002 | …                               | …           | 115889107                          | −3,32 %     |
| 2010 | …                               | …           | 111016896                          | −4,20 %     |

## Розселення і чисельність в країнах світу

### Російська імперіятаСРСР
| Рік       | Чисельність всього | За межами кордонів РФ | За межами кордонів РФ |
| Рік       | Чисельність всього | чисельність           | % всього              |
| --------- | ------------------ | --------------------- | --------------------- |
| 1897      | 55 667 469         | 4 680 497             | 8,4                   |
| 1926      | 77 791 124         | 4 554 439             | 5,9                   |
| 1939      | 99 591 520         | 9 843 725             | 9,3                   |
| 1959      | 114 113 579        | 16 250 000            | 14,2                  |
| 1970      | 129 015 140        | 21 267 510            | 16,5                  |
| 1979      | 137 397 089        | 23 875 208            | 17,4                  |
| 1989      | 145 155 489        | 25 289 543            | 17,4                  |
| 2000-2010 | 132 397 124        | 16 508 017            | 12,5                  |

У країнах колишнього СРСР, росіяни, внаслідок асиміляції, штучного переселення і голоду, стали становити значну частину населення міст, особливо у місцевостях, прилеглих до кордону Російської Федерації: Донбас, південь Західного Сибіру (Північний Казахстан, Рудний Алтай), Країни Балтії, а також  Центральний Казахстан та Придністров'я. У більш ніж десяти великих (понад 100 тис.) міст цих місцевостей росіяни становлять більшість населення, а в двох містах навіть більше 80 % (Ріддер, Нарва) населення, створюючи значні проблеми для національно-культурного розвитку цих країн.
| Країна                             | Оцінка на 01.01.2015 | % від населення | Останній перепис                                   | все населення |
| ---------------------------------- | -------------------- | --------------- | -------------------------------------------------- | ------------- |
| Росія                              | 111500000            | 77,45 %         | 111016896 — Всеросійський перепис населення (2010) | 143972400     |
| країни колишнього СРСР (без Росії) | 15385600             | 10,26 %         | 149963404                                          |               |
| колишній СРСР                      | 126885600            | 43,17 %         | 293935800                                          |               |
| Америка                            | 2162230              | 0,22 %          | 982247000                                          |               |
| Європа                             | 726900               | 0,14 %          | 532463800                                          |               |
| Азія                               | 118300               | 0,00 %          | 4287830000                                         |               |
| Океанія                            | 66000                | 0,17 %          | 39830000                                           |               |
| Африка                             | 10070                | 0,00 %          | 1149184000                                         |               |
| Разом                              | 129969100            | 1,79 %          | 7285490700                                         |               |